# Kārlis Lasmanis
Kārlis Lasmanis   (Ventspils, 8 d'abril de 1994) és un jugador de bàsquet letó que competeix tant en la modalitat de 5x5 com en la de 3×3. Va participar en els Jocs Olímpics de Tòquio 2020, obtenint una medalla d'or en el torneig masculí de bàsquet 3×3, conjuntament amb Agnis Čavars, Edgars Krūmiņš, i Nauris Miezis.

## Trajectòria

### Bàsquet 5x5
Lasmanis es va formar al planter del Ventspils Augstskola, jugant a partir del 2010 a la segona divisió del bàsquet letó. Va tenir el 2012 l'oportunitat de debutar a la màxima categoria del seu país amb el LMT Basketbola Akademija, però va ser el BK Saldus el que li va donar a l'any següent una major continuïtat a la primera meitat de la temporada 2013-14 de la LBL. De tota manera cap al gener del 2014 retornaria al campionat de la segona divisió del seu país, jugant successivament amb el Baltijas Baseini, el BTS i novament amb el Ventspils Augstskola.
L'agost de 2015 va signar un contracte amb el Rasta Vechta de la segona divisió d'Alemanya, però va passar la major part de la temporada amb l'equip de reserva dues categories més a baix.
El BK Liepājas lauves el va repatriar a l'agost de 2016. Va jugar-hi els següents dos anys, fitxant amb el BK Jūrmala el 2018 per actuar a la Latvian-Estonian Basketball League.

### Bàsquet 3x3
Lasmanis va començar a jugar regularment en la modalitat 3×3 a partir del 2014. Inicialment es va destacar com a membre de l'equip Ghetto Basket creat per Raimonds Elbakjans, però des de 2017 va esdevenir un jugador regular del Tour Mundial de Bàsquet 3x3, representant l'equip Riga. L'agost de 2019 va aconseguir el primer lloc del rànquing mundial de la FIBA de jugadors de bàsquet 3x3, al desembre de 2020 es va consagrar campió del Tour Mundial amb el seu equip, i al desembre de 2021 va ser reconegut com el MVP de la temporada.
El 2023 va competir novament al Tour Mundial de Bàsquet 3x3, però aquesta vegada com a membre de l'equip Beijing.
Lasmanis també ha participat del BIG3 als Estats Units, jugant la temporada 2022 amb l'equip Aliens.

## Internacional
Va participar del Campionat Mundial de Bàsquet 3x3 Sub-18 de 2012.
Amb la selecció absoluta va disputar la Copa d'Europa 3x3 de Bàsquet Masculí del 2017, en què els letons es van consagrar campions. Posteriorment va ser present a les edicions de 2018, 2019, 2022 i 2023 d'aquest torneig.
Així mateix Lasmanis també va representar el seu país a la Copa Mundial de Bàsquet 3x3, sent part de les esquadres que van obtenir la medalla de plata el 2019 i la medalla de bronze el 2023, com també de les que van acabar a la cinquena ubicació al 2018 i a la sisena el 2022.
El 2021 va competir en el torneig masculí de bàsquet 3×3 dels Jocs Olímpics de Tòquio 2020, obtenint la medalla d'or.

## Palmarès internacional
| Jocs Olímpics | Jocs Olímpics        | Jocs Olímpics | Jocs Olímpics   |
| Any           | Lloc                 | Medalla       | Competició      |
| ------------- | -------------------- | ------------- | --------------- |
| 2020          | Tòquio ( Japó</img>) | </img>        | Torneig masculí |

## Vida personal
És fill del remer Uģis Lasmanis.